# 白倉道佐
白倉道佐（しらくら みちすけ、生年不詳 - 天正8年3月17日（1580年4月1日））は戦国時代の武将。上野白倉城主。白倉氏。父は白倉重佐。通称、左衛門尉、民部。子に白倉重家、白倉重治。

## 生涯
白倉氏は上州八家の一つであり、代々山内上杉氏に仕え、先代・重佐の頃には関東管領・上杉憲政のもと、四宿老の一人に数えられていた。
白倉道佐は、上杉憲政、上杉謙信に仕え、上杉謙信が鎌倉で関東管領就任の儀式をしたさい、側近として付き添った。
しかし武田信玄が箕輪城の上野長野氏を攻めると城を支えきれず、永禄6年（1563年）信玄に降った。その後は、内藤相備え組衆として高山氏、多比良氏、木部氏、あまお氏、倉賀野氏、後閑氏、長根氏と共に内藤昌秀及び内藤昌月に配された。
天正8年（1580年）3月17日、後北条氏との戦いにより戦死した。法名は、白倉院殿天漢道佐大居士。